# Gutenbergbijbel

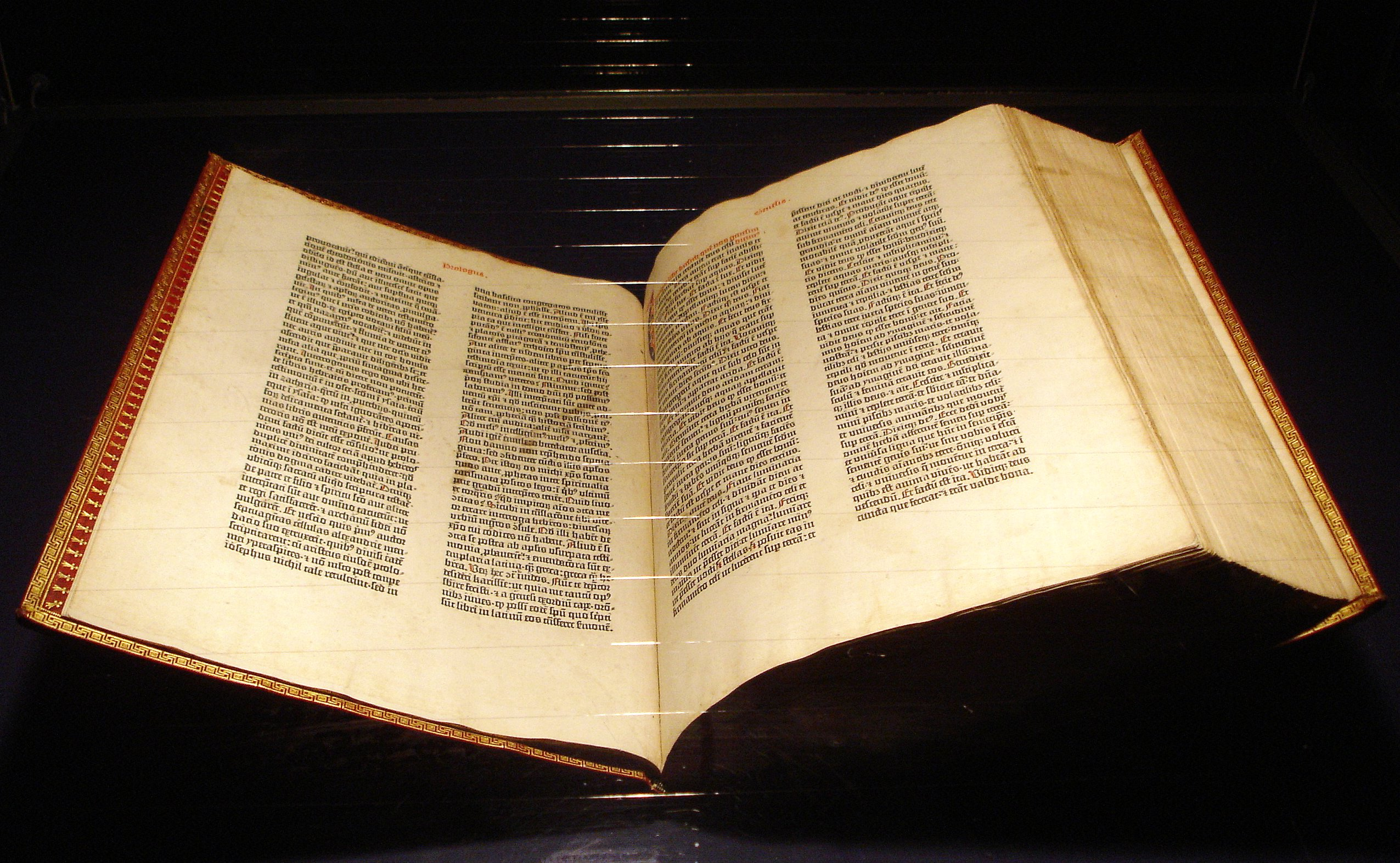
De 42-regelige bijbel van Gutenberg, het eerste met losse letters gedrukte omvangrijke boek in Europa (1454)

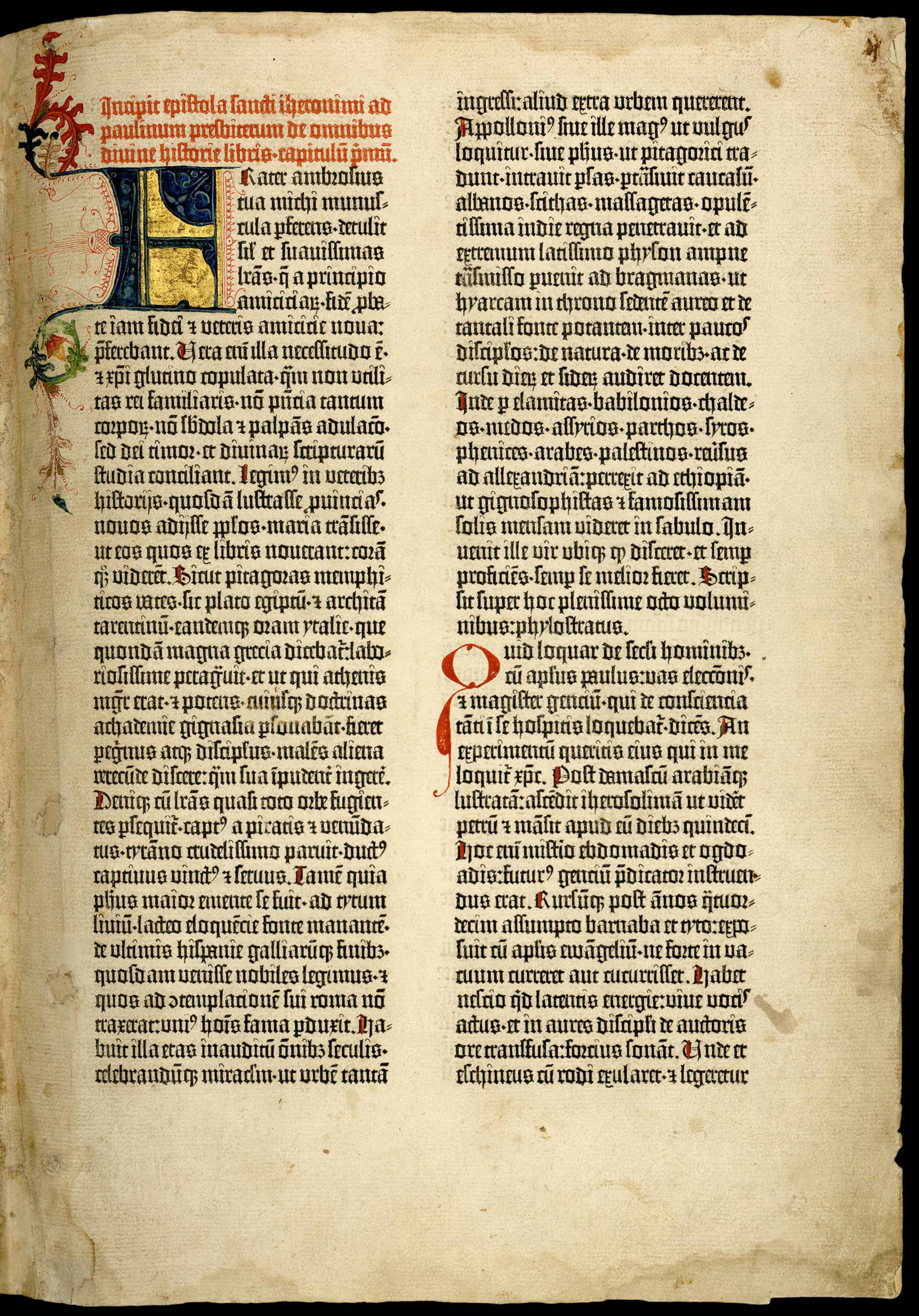
De eerste bladzijde van de Gutenberg-bijbel

De Gutenbergbijbel is een door Johannes Gutenberg tussen 1452 en 1455 in Mainz gedrukte bijbel. Deze belangrijkste incunabel bevat de Latijnse tekst van de vulgaat. Het is het eerste grote boek dat tot stand kwam met behulp van de door Gutenberg ontwikkelde boekdrukkunst. De complete Gutenbergbijbel telt 1282 pagina's, meestal in twee banden gebonden. De bijbel staat ook bekend als de 42-regelige bijbel.

## Werelderfgoed
De meeste van de vermoedelijk 180 exemplaren van de Gutenbergbijbel werden op papier gedrukt en slechts dertig op het waardevollere perkament. Verspreid over de wereld zijn nog 49 stuks van de bijbel bekend. Van de 42-regelige bijbel op perkament zijn er vier volledig bewaard gebleven. Een daarvan bevindt zich in de Nedersaksische Staats- en Universiteitsbibliotheek van Göttingen en staat sinds 2001 op de Werelderfgoedlijst voor documenten van de UNESCO.
In het Gutenberg-Museum te Mainz zijn twee Gutenbergbijbels te bezichtigen. Een exemplaar dat te zien is in de bibliotheek van het Bodmer-Instituut in Genève was ooit het bezit van de Romanovs, de Russische tsarenfamilie. Het Sovjet-bewind verkocht de twee delen in 1931 aan Maggs Brothers in Londen. Martin Bodmer, de eerste directeur van het Rode Kruis, verwierf uiteindelijk deze zeldzaamheid voor zijn verzameling bijzondere eerste drukken. De delen zijn gebonden in een 19e-eeuwse band, slechts een pagina ontbreekt. 
Het enige in de Benelux aanwezige exemplaar wordt bewaard in de centrale bibliotheek van de Universiteit van Bergen. Het is gedrukt op papier. De Universiteit van Bergen bezit daarnaast ook een enkele bladzijde uit de versie in perkament. Museum Plantin-Moretus te Antwerpen bezit een exemplaar van de als 36-regelige Gutenbergbijbel bekendstaande tweede uitgave van de Heilige schrift. Deze is in de periode 1458-1460 gedrukt, naar men aanneemt eveneens door Gutenberg. Hij is veel zeldzamer dan de 42-regelige bijbel, er zijn slechts dertien exemplaren van bekend.

## Pagina-indeling
De pagina's bestaan uit twee kolommen. De regels zijn even lang, maar de spaties zijn overal even breed. Dit kon, doordat er ligaturen en vele afkortingen werden gebruikt. Afkortingen werden in het latijn veel gebruikt. Daarnaast waren er vele versies van letters, bijvoorbeeld van de onderkast-e op veel verschillende breedtes.

## Documentaire
Voor de Britse zender BBC Four maakte Stephen Fry een documentaire over de geschiedenis van de Gutenbergbijbel en de door Gutenberg ontwikkelde drukpers. Hierin werd een pagina van de bijbel gereproduceerd waarbij gebruik werd gemaakt van oude technieken en een nagebouwde Gutenberg drukpers.